# Bathytropa wahrmani
Bathytropa wahrmani là một loài chân đều trong họ Bathytropidae. Loài này được Strouhal miêu tả khoa học năm 1968.